# Altes Schloss (Hechingen)

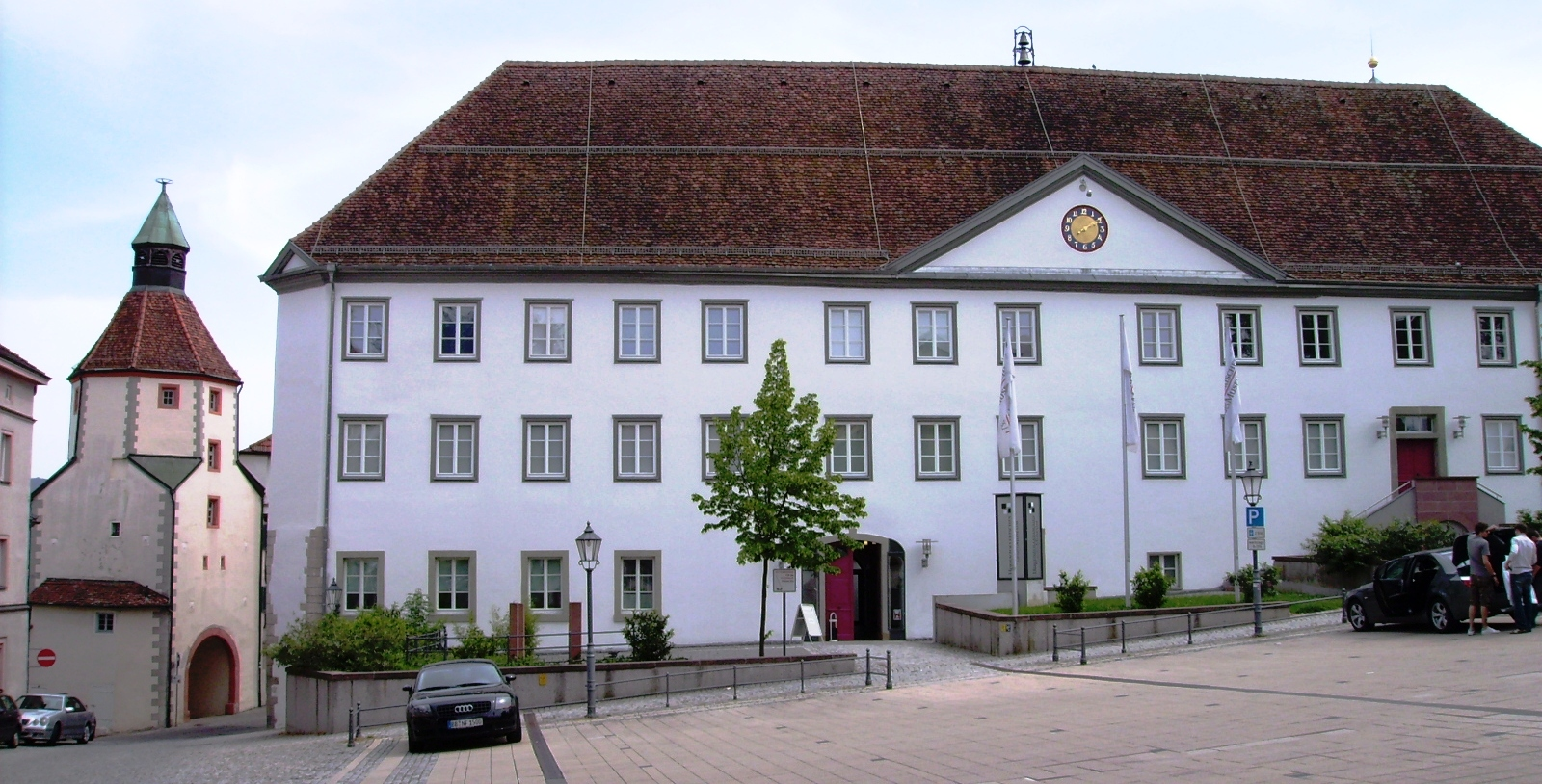
Das Alte Schloss in Hechingen beherbergt heute das Hohenzollerische Landesmuseum

Das Alte Schloss Hechingen, auch Prinzessinnenpalais genannt, ist ein Anfang des 18. Jahrhunderts erbautes ehemaliges Kanzleigebäude in Hechingen im Zollernalbkreis. Es befindet sich am Schloßplatz gegenüber dem Neuen Schloss, der ehemaligen Residenz der Fürsten von Hohenzollern-Hechingen.

## Geschichte
Durch Grabungsbefunde im Untergeschoss des heutigen Gebäudes lässt sich annehmen, dass es bereits einen Vorgängerbau gab, der Teil einer Burg gewesen sein könnte, da beispielsweise festgestellt wurde, dass die östliche Außenmauer des Gebäudes für ein Kanzleigebäude ungewöhnlich stark ist. 1704 und 1705 wurde von Fürst Friedrich Wilhelm von Hohenzollern-Hechingen das heutige Gebäude unter Verwendung der alten Mauern errichtet. Das Gebäude wurde in den folgenden Jahren bis 1775 als Kanzlei des Fürstentums genutzt, jedoch mussten am Gebäude schon 1733 Renovierungsarbeiten durchgeführt werden. 1775 wurde das Gebäude unter Fürst Josef Friedrich Wilhelm für kurze Zeit als Gymnasium genutzt, jedoch wurde dieses 1797 wieder aufgehoben und das Schloss Unterkunft für einige Mitglieder der Fürstenfamilie, weshalb sich die Bezeichnung „Prinzessinnenpalais“ durchsetzen konnte. Nach dem teilweisen Einsturz des Renaissanceschlosses, der bisherigen Residenz des Fürstenhauses, musste jenes Gebäude 1812 abgerissen und das Neue Schloss errichtet werden. In der Übergangsphase zwischen 1812 und der Fertigstellung des Neuen Schlosses 1819 diente der Prinzessinnenbau als fürstliche Residenz, was zu dem heutigen Namen führte. Auch danach blieb das Schloss Winterresidenz von Fürst Friedrich. 1850 wurde das Fürstentum Teil der Hohenzollernschen Lande und im Alten Schloss unter anderem das Telegrafenamt untergebracht. Im Jahr 1874 kam das Schloss in Privatbesitz, 1937 kaufte die Gemeinde Hechingen das Alte Schloss zurück und nutzte es bis 1960 als Sitz des Rathauses. Ab 1960 wurden im Schloss ein Heimatmuseum und die Stadtbücherei einquartiert. Nach einer umfassenden Sanierung zwischen 2002 und 2005 kann dort heute die Sammlung des Hohenzollerischen Landesmuseums besichtigt werden.